# Indicador Públic de Renda d'Efectes Múltiples
L'Indicador públic de renda d'efectes múltiples (IPREM) és l'índex de referència a l'Estat espanyol pel càlcul del llindar d'ingressos en certes circumstàncies (com ara ajudes per l'habitatge, beques, subsidi d'atur…).
Fou introduït a la legislació l'1 de juliol del 2004 en substitució del Salari mínim interprofessional (SMI) la funció del qual s'ha reduït a l'àmbit laboral.
El 2004 doncs, la quantia de l'IPREM coincidí amb la de l'SMI. A partir del 2005, el creixement anyal de l'IPREM ha estat menor a la de l'SMI.
L'IPREM s'actualitza a principis de cada any a la Llei de Pressupostos. Entre el 2004 i el 2006 va créixer un 2% anual, és a dir, menys que l'IPC. Entre el 2006 i el 2007 va créixer un 4,2%.
| Any  | IPREM diari | IPREM mensual (30 dies) | IPREM anyal (12 pagues) | IPREM anyal amb pagues extres (14 pagues) | Variació |
| ---- | ----------- | ----------------------- | ----------------------- | ----------------------------------------- | -------- |
| 2004 | 15,35 €     | 460,50 €                | 5.526,00 €              | 6.447,00 €                                | -        |
| 2005 | 15,66 €     | 469,80 €                | 5.637,60 €              | 6.577,20 €                                | 2,0%     |
| 2006 | 15,97 €     | 479,10 €                | 5.749,20 €              | 6.707,40 €                                | 2,0%     |
| 2007 | 16,64 €     | 499,20 €                | 5.990,40 €              | 6.988,80 €                                | 4,2%     |

L'IPREM anyal amb pagues extres s'empra en substitució del Salari Mínim Interprofessional quan la normativa es refereix a l'SMI en còmpute anyal, tret que s'especifiqui que s'exclouen les pagues extraordinàries Per exemple, els límits d'ingressos per accedir a un Habitatge de Protecció Oficial es calculen a partir de múltiples de l'IPREM anual amb pagues extres.